# Санюк, Валерий Иванович
Валерий Иванович Санюк (1950—2015) — доктор физико-математических наук, профессор, лауреат Премии Президента России в области образования, один из научных редакторов Энциклопедии для детей.

## Биография
Родился 19 сентября 1950 года в Слониме (Белоруссия).
Окончил факультет физико-математических и естественных наук УДН им. Патриса Лумумбы по специальности «физика» (руководитель дипломной работы — профессор Ю. П. Рыбаков), переводчик с английского языка на русский (1972) и аспирантуру там же на кафедре теоретической физики (1975).
Трудовая деятельность в УДН:
- 1975—1977 старший преподаватель отдела по работе со студентами;
- 1977—1994 ассистент, старший преподаватель, доцент кафедры экспериментальной физики;
- с 1994 доцент, с 1998 профессор кафедры теоретической физики.

С 1979 г. кандидат, с 1998 г. доктор физико-математических наук (тема докторской диссертации «Топологические многомерные солитоны: методы исследований»).
Семья: жена, две дочери.

## Публикации
Автор более 100 научных публикаций, 789 словарных и предметных статей по математике и физике в томе «Универсальный иллюстрированный энциклопедический словарь» Энциклопедии для детей (М., 2003—2009), монографий и курсов лекций.
Некоторые публикации:
- Маханьков В. Г., Рыбаков Ю. П., Санюк В. И. Модель Скирма и сильные взаимодействия (К 30-летию создания модели Скирма) // УФН, 162 (2), 1–61 (1992)
- Sanyuk V. I. Genesis and evolution of the Skyrme model from 1954 to the present// International Journal of Modern Physics A, Vol. 7, No. 1 (1992) 1-40

Соавтор книги:
- The Skyrme Model: Fundamentals Methods Applications. Vladmir G. Makhankov; Yurii P. Rybakov; Valerii I. Sanyuk. Publisher:	Berlin, Heidelberg : Springer Berlin Heidelberg, 1993.

Соавтор учебника:
- Многомерные солитоны : Введение в теорию и приложения : Учеб. пос. для студ. вузов ... по напр. 510400 Физика и спец. 010400 Физика / Ю. П. Рыбаков, В. И. Санюк. - М. : Изд-во Рос. ун-та дружбы народов, 2001. - 481 с. : ил.; 20 см.; ISBN 5-209-01314-6

## Награды и звания
- Премия Президента РФ в области образования (2001) — за разработку научно-методической концепции изложения учебных материалов и создание на её основе фундаментальной книжной серии «Энциклопедия для детей» [1].